# 오치아이미나미나가사키역
오치아이미나미나가사키역(일본어: 落合南長崎駅, おちあいみなみながさきえき)은 일본 도쿄도 신주쿠구 니시오치아이 3초메에 있는 철도역이다. 역 번호는 E 33이다.

## 타는 곳
섬식 승강장 1면 2선 지하역.
| 1 | ○ 도영 지하철 오에도 선 | 도초마에・롯폰기・다이몬 (이다바시・료고쿠 방면은 도초마에역에서 환승) |
| 2 | ○ 도영 지하철 오에도 선 | 네리마・히카리가오카 방면                                              |

## 이용 현황
- 2008년도의 1일 평균 승차 인원 21,524명.

## 역 주변
- 세이부 철도 히가시나가사키 역
- 메지로 대학
- 도키와 장
- 철도모형 메이커 KATO의 본사 매장

## 역사
- 1997년 12월 19일: 영업 개시.
- 2000년 4월 20일: 도영 12호선을 오에도 선으로 노선명 개칭.

## 인접역
| 도쿄 도 교통국 오에도 선  | 도쿄 도 교통국 오에도 선 | 도쿄 도 교통국 오에도 선        |
| ------------------------- | ------------------------ | ------------------------------- |
| E 32 나카이 도초마에 방면 | 오에도 선                | 신에고타 E 34 히카리가오카 방면 |